# Daniel García Lara
Daniel García Lara (Cerdanyola del Vallès, 22 december 1974), kortweg Dani, is een Spaans voetballer. Sinds 2007 speelt de Catalaanse aanvaller bij Rayo Majadahonda.

## Clubvoetbal
Dani begon in de jeugd (cantera) van Real Madrid. Hij brak echter nooit door bij deze club. In eerste instantie werd Dani verhuurd aan Real Zaragoza (1995-1997), maar uiteindelijk verkocht Real Madrid hem aan Real Mallorca. Daar scoorde de Catalaanse spits twaalf keer in het seizoen 1998/99 en Louis van Gaal haalde hem naar FC Barcelona. Na een goed eerste jaar, zakte Dani bij Barça steeds verder weg en Frank Rijkaard liet hem in 2003 naar Real Zaragoza vertrekken. In 2004 tekende Dani bij Espanyol. Na een seizoen vertrok de aanvaller alweer bij de tweede club van Barcelona, waarna Dani een contract tekende bij het Griekse Olympiakos Piraeus. Bij deze club werd hij herenigd met Rivaldo, zijn voormalig ploeggenoot bij FC Barcelona. Zijn periode bij Olympiakos werd geen succes, evenals zijn verblijf bij het Turkse Denizlispor in 2007. In 2007 keerde Dani terug naar Spanje, waar Rayo Majadahonda uit de Tercera División zijn nieuwe club werd.

## Nationaal elftal
Dani speelde vijf interlands voor Spanje. Hij debuteerde op 18 november 1998 tegen Italië. De aanvaller maakte zijn enige doelpunt op 5 mei 1999 tegen Kroatië. Dani speelde op 16 augustus 2000 in een oefenwedstrijd tegen Duitsland zijn vijfde en tevens laatste interland. Dani nam met het Spaans olympisch voetbalelftal deel aan de Olympische Spelen in Atlanta, Verenigde Staten, waar de ploeg van bondscoach Javier Clemente in de kwartfinale met 4-0 verloor van Argentinië.
1 Mora ·
2 Mendieta ·
3 Aranzábal ·
4 Navarro ·
5 Santi ·
6 Óscar ·
7 Raúl ·
8 Roberto ·
9 Corino ·
10 Ignacio ·
11 Idiakez ·
12 Karanka ·
13 Aizkorreta ·
14 Morientes ·
15 De la Peña ·
16 Lardín · 
17 Sietes ·
18 Dani ·
Coach: Clemente